# Ponyo
Ponyo (ook uitgebracht als Ponyo, op de rots bij de zee; Japanse titel: 崖の上のポニョ/Gake no Ue no Ponyo, "Ponyo op de klif"; Engelse titel: Ponyo of Ponyo on the Cliff by the Sea) is een tekenfilm van de Japanse animestudio Studio Ghibli, geschreven en geregisseerd door Hayao Miyazaki.

## Verhaal
Het verhaal draait om een klein vismeisje, of zeemeermin, dat wegloopt uit haar huis in de zee. Ze eindigt gestrand op de kust en wordt gered door Sōsuke, een vijf jaar oud jongetje dat leeft op een klif. Na het vervullen van een grote wens van haar noemt Sōsuke haar Ponyo en belooft haar eeuwig te beschermen. Ondertussen is haar vader Fujimoto op zoek naar zijn dochter, boos dat ze is weggelopen. Hij stuurt zijn demonen om Ponyo terug te brengen naar hem. Sōsuke is hier verdrietig om, en gaat naar huis met zijn moeder, Lisa, die hem probeert op te vrolijken, maar het heeft geen zin.
Ponyo heeft ruzie met haar vader, omdat Ponyo weigert hem haar Brünnhilde te laten noemen en verklaart dat ze Ponyo heet. Ze wil haar wens om mens te worden in vervulling laten gaan, omdat ze verliefd is geworden op Sōsuke. Ponyo's vader krijgt haar met veel moeite stil en neemt contact op met haar moeder. Ondertussen ontsnapt Ponyo, met de hulp van haar zussen, van haar vader, en gebruikt zijn magie om zich in een mens te veranderen. Dit veroorzaakt een onbalans in de wereld, die op zijn beurt weer resulteert in een enorme storm. Meeliftend op de golven van de storm, keert Ponyo terug voor een bezoek aan Sōsuke. Lisa, Sōsuke en Ponyo verblijven 's nachts in Sōsuke's huis, in de hoop dat het zal ophouden met stormen, waarna Lisa het huis verlaat om te controleren of het verpleeghuis waar ze werkt nog in orde is.
Granmammare, Ponyo's moeder, arriveert op Fujimoto's onderzeeboot. Fujimoto merkt op dat de maan uit zijn baan is en de satellieten dalen als vallende sterren. Granmammare verklaart dat, indien Sōsuke en Ponyo slagen voor een test, Ponyo kan leven als een mens en de balans in de wereld zal worden hersteld.
Als Sōsuke en Ponyo wakker worden komen ze erachter dat het grootste deel van het land is overstroomd. Lisa is nog niet thuisgekomen, dus met behulp van Ponyo's magie maken zij Sōsuke's speelgoedboot levensgroot en gaan ze op zoek naar Lisa. Tijdens de reis komen ze uitgestorven vissen tegen, zoals de Gogonasus en de Licosus.
Als ze bij aankomst Lisa's lege auto vinden, gaan Ponyo en Sōsuke een tunnel in. Ponyo verliest haar menselijke vorm en verandert terug in een vis. Sōsuke en Ponyo worden opgevangen door Fujimoto en veilig naar het verpleeghuis gebracht waar ze Granmammare vinden. Granmammare vraagt Sōsuke of hij ook van Ponyo kan houden als ze een vis of een zeemeermin is. Sōsuke antwoordt dat hij van Ponyo houdt, wat ze ook is. Granmammare staat dan toe dat Ponyo een mens wordt als zij Sōsuke kust op zijn lippen.

## Opbrengst
De film werd uitgegeven door Toho op 19 juli 2008, in bioscopen verspreid over heel Japan. Om drie uur 's nachts kondigde Toho aan dat Ponyo op de eerste dag 83% van de opbrengsten van de eerste dag van Spirited Away had opgeleverd, die een recordbedrag van ¥30,4 miljard (US$284 miljoen) opleverde.
Echter, Ponyo bracht ¥10 miljard ($91 miljoen) op in de eerste maand, en trok 10 miljoen kijkers in de eerste 41 dagen, vergeleken met 31 dagen voor Spirited Away, 44 dagen voor Howl's Moving Castle, en 66 dagen voor Princess Mononoke.

## Beoordeling
De Japan Times gaf de film vier van vijf sterren en vergeleek de film met Miyazaki's klassieke animatie My Neighbor Totoro.
Tijdens het Filmfestival van Venetië ontving de film veel lof.
De film werd tweede in Dentsu's lijst van "Beste Producten in Japan 2008", na de Wii.
In 2009 won Ponyo vijf prijzen tijdens de achtste jaarlijkse Tokyo Anime Award. Deze prijzen waren voor "Anime van het jaar" en "Beste Japanse tekenfilm". Miyazaki ontving de prijs voor Beste Regisseur en Beste Originele Verhaal, en Noboru Yoshida de prijs voor Beste Ontwerper.

## Rolverdeling

### Japanse versie[12]
- Yuria Nara als Ponyo
- Hiroki Doi als Sōsuke
- Kazushige Nagashima als Kōichi (Sōsuke's vader)
- Tomoko Yamaguchi als Risa (Sōsuke's moeder)
- George Tokoro als Fujimoto (Ponyo's vader)
- Yūki Amami als Granmammare (Ponyo's moeder)
- Akiko Yano als Ponyo's zussen
- Rumi Hiiragi als jonge moeder
- Kazuko Yoshiyuki als Toki
- Tomoko Naraoka als Yoshie

### Nederlandse versie
Theatrale release
- Lydia Algera als Ponyo
- Valentijn Sohier als Sōsuke
- Nathalie Haneveld als Risa
- Frans Limburg als Fujimoto

Met medewerking van:
- Olaf Wijnants (regie)
- Armand Jonker (bewerking Nederlandse nasynchronisatie-versie)

Netflixrelease
- Floor Ligthart als Ponyo
- Bo Burger als Sōsuke
- Peggy Vrijens als Risa
- Jorrit Ruijs als Fujimoto
- Loïs van de Ven, Birgit Schuurman, Jannemien Cnossen als Zusjes
- Lucie de Lange als Oma Blauw
- Maria Lindes als Oma Roze
- Hymke de Vries als Oma Stippen
- Loïs Schoolmeesters als Komiko
- Rolf Koster als Bemanningslid bril
- Charly Luske als Zanger